# Trójkątka żółtopyska
Trójkątka żółtopyska (Hemiphractus proboscideus) – gatunek płaza bezogonowego z rodziny Hemiphractidae dorastający do 6,6 cm długości. Gatunek ten posiada charakterystyczną dużą trójkątną głowę oraz spiczasty pysk. Występuje w górnym dorzeczu Amazonki i zasiedla lasy nizinne i górskie. Gatunek nadrzewny. Żywi się małymi kręgowcami oraz dużymi bezkręgowcami. Występuje rozwój bezpośredni, a jaja noszone są przez samice na grzbiecie. Gatunek najmniejszej troski (LC) w związku z szerokim zasięgiem występowania i dużymi rozmiarami populacji.

## Wygląd i informacje ogólne
Samice osiągają 5,7–6,6 cm, a samce 4,3–5,0 cm długości. Gatunek ten cechuje się dużą trójkątną głową z mięsistym spiczastym pyskiem oraz z guzkami wystającymi z górnej powieki. Ciało spłaszczone. Na grzbiecie wyrostki kolczyste tworzą wypustki pokryte skórą. Na przedramionach występują guzki ułożone w poziome rzędy. Grzbiet przyjmuje barwę brązową lub ciemną. Grzbiet oraz boki pokryte nieregularnymi zielonymi, brązowymi lub szarymi paskami i plamami. Brzuch brązowy z plamkami w kolorze pomarańczowym lub brązowym o jaśniejszym odcieniu. Język i wnętrze jamy ustnej mają charakterystyczny jaskrawożółty kolor. W 2005 roku rodzaj ten został wyodrębniony z rodziny rzekotkowatych.

## Zasięg występowania i siedliska
Gatunek ten występuje na wysokościach bezwzględnych 100–1200 m n.p.m. w górnym dorzeczu Amazonki – w południowo-wschodniej Kolumbii, Ekwadorze oraz w północnym Peru. Być może występuje też na przyległym obszarze Brazylii, ale nie zostało to jak dotąd potwierdzone. Zasiedla wilgotne lasy nizinne oraz górskie. Spotykany jest zarówno w lasach pierwotnych, jak i wtórnych.

## Zachowania i dieta
Gatunek nadrzewny, aktywny nocą. Spotykany zazwyczaj na roślinności 1–2,5 m nad ściółką. Gatunek ten żywi się innymi płazami bezogonowymi, a także jaszczurkami i dużymi stawonogami. W polowaniu na dość duże i wytrzymałe ofiary pomagają mu przerosty na żuchwie przypominające kły. Zaatakowana trójkątka broni się otwierając jamę ustną pokazując tym samym jaskrawożółty język.

## Rozmnażanie i rozwój
Gatunek ten cechuje się rozwojem bezpośrednim. Trójkątka przenosi do 26 jaj na swoim grzbiecie (jaja przyczepione są za pomocą galaretowatej wydzieliny). Portal AmphibiaWeb podaje, że gatunek ten nie posiada kieszonki obecnej u większości gatunków z podrodziny Hemiphractinae (w związku z którą nazywane są ‘marsupial frogs’ – „żabami torbaczowymi”, ze względu na podobieństwo do kieszonek używanych przez nadrząd ssaków – torbaczy). Według informacji ze strony IUCN kieszonka ta występuje u tego gatunku.

## Status zagrożenia
W Czerwonej księdze gatunków zagrożonych IUCN trójkątka żółtopyska od 2004 roku klasyfikowana jest jako gatunek najmniejszej troski (LC, ang. Least Concern) w związku z szerokim zasięgiem występowania oraz dużymi rozmiarami populacji.